# Charmont (Marne)
Charmont település Franciaországban, Marne megyében. Lakosainak száma 236 fő (2022. január 1.). Charmont Bettancourt-la-Longue, Possesse, Nettancourt, Vernancourt és Vroil községekkel határos.

## Népesség
A település népességének változása:
| Lakosok száma | 300  | 253  | 206  | 226  | 221  | 218  | 227  | 231  | 236  | 236  |
|               | 1968 | 1982 | 1990 | 2006 | 2013 | 2015 | 2017 | 2019 | 2020 | 2022 |